# Izé
Izé ist eine französische Gemeinde mit 458 Einwohnern (Stand 1. Januar 2022) im Département Mayenne in der Region Pays de la Loire. Sie gehört zum Arrondissement Mayenne und zum Gemeindeverband Communauté de communes des Coëvrons. Die Bewohner nennen sich Izéen.

## Geografie
Izé liegt im Hügelland der Coëvrons, einem Teil des Armorikanischen Massivs, etwa 25 Kilometer südöstlich von Mayenne und 48 Kilometer nordwestlich von Le Mans. Äcker und Wiesen prägen das 28,43 km² große Gemeindegebiet, während Wälder rar sind. Am westlichen Rand des Gemeindeareals befindet sich mit 354 Metern über dem Meer der höchste Punkt der Gemeinde.
Zur Gemeinde Izé gehören neben dem zentral gelegenen Dorf Izé unter anderem die Weiler und Dörfer:
| - Halcul - Le Bon Valet - Le Dolleray - la Meslerie - Le Vilant - Cordouan - Noire Fontaine - La Juliennière - L'Écluse | - La Sourderie - Jenny - Les Chasseries - Morigné - la Retardière - Courcorbin - La Monnerie - Préhoudré |

In Izé entspringen die Vaudelle und die Orthe, beides Nebenflüsse der Sarthe. Umgeben wird Izé von den Nachbargemeinden Trans im Norden, Saint-Thomas-de-Courceriers im Nordosten, Saint-Martin-de-Connée im Osten und Südosten, Saint-Georges-sur-Erve im Süden, Sainte-Gemmes-le-Robert im Westen sowie Bais im Nordwesten.

## Bevölkerungsentwicklung
| Jahr      | 1962 | 1968 | 1975 | 1982 | 1990 | 1999 | 2006 | 2019 |
| Einwohner | 820  | 740  | 607  | 548  | 505  | 477  | 487  | 455  |

Zwischen 1793 und 1936 wurden immer mehr als 1000 Einwohner gezählt. Im Jahr 1876 wurde mit 1767 Bewohnern die bisher höchste Einwohnerzahl ermittelt. Die Zahlen basieren auf den Daten von annuaire-mairie und INSEE.

## Sehenswürdigkeiten
- Kirche St. Peter und Paul (Église Saint-Pierre-Saint-Paul)
- Kapelle Sainte-Rosalie
- Kapelle Saint-André
- Menhir Gué Blandin im Norden der Gemeinde
- Lavoir

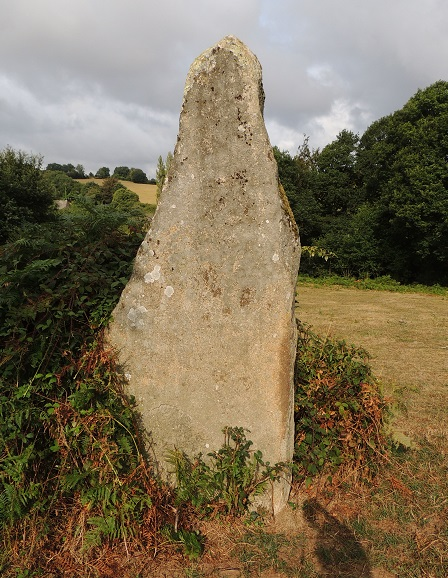
Menhir Gué Blandin

Am Nachmittag des 13. Dezember 1978 verwüstete ein Tornado binnen weniger Sekunden einen Teil von Izé, einschließlich der Kirche. Der Pfarrer sammelte 1,2 Millionen Francs für die Rekonstruktion der Kirche. Die Bauarbeiten waren im Juli 1980 beendet und im Oktober 1981 wurden die Glasfenster eingesetzt, die von Glasermeister Van Guy stammten.
Der Vorgängerbau der 1978 zerstörten Kirche ist bereits für das Jahr 989 bezeugt und verbrannte in den Wirren der Französischen Revolution.

Kirche St. Peter und Paul
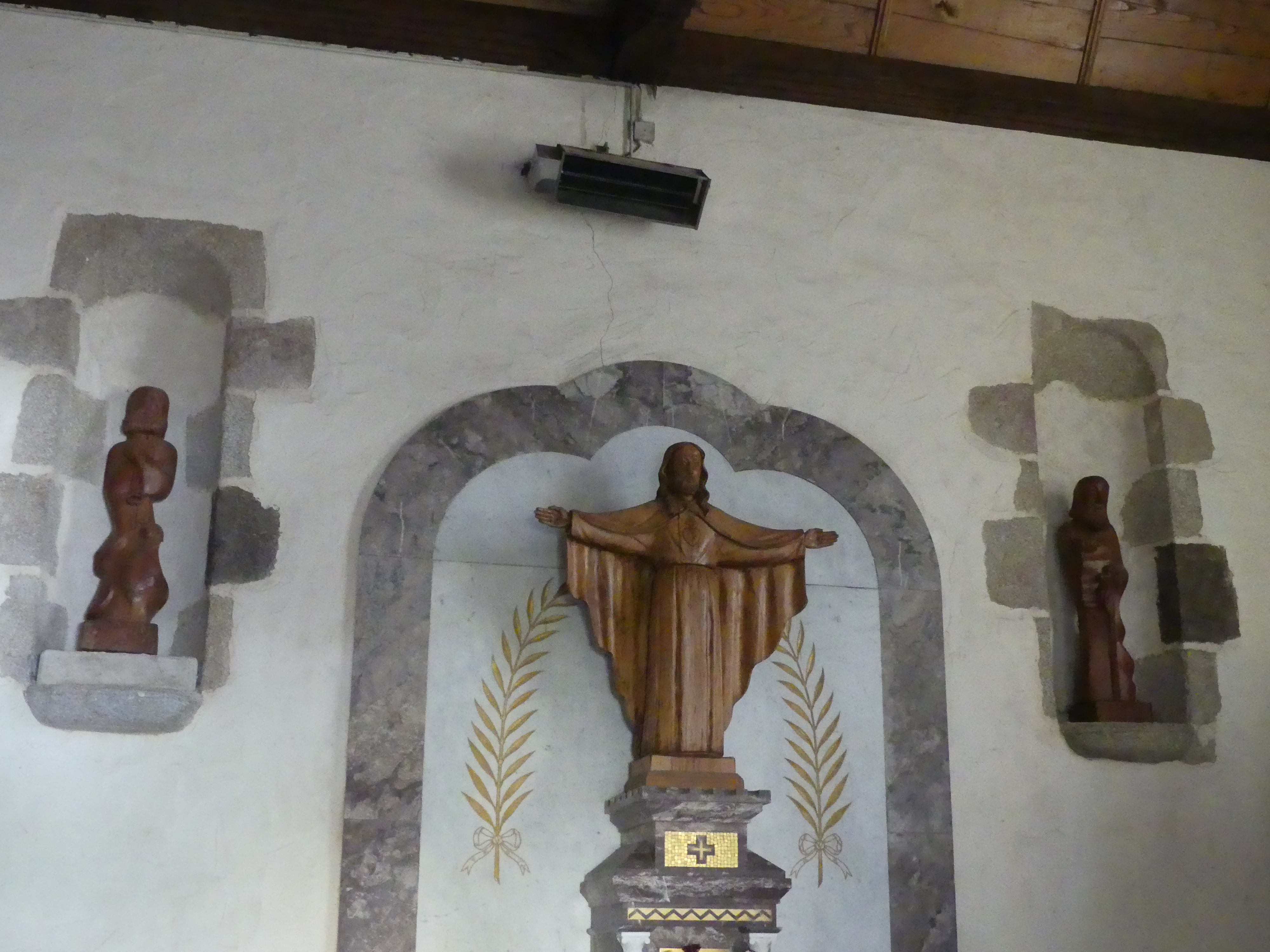
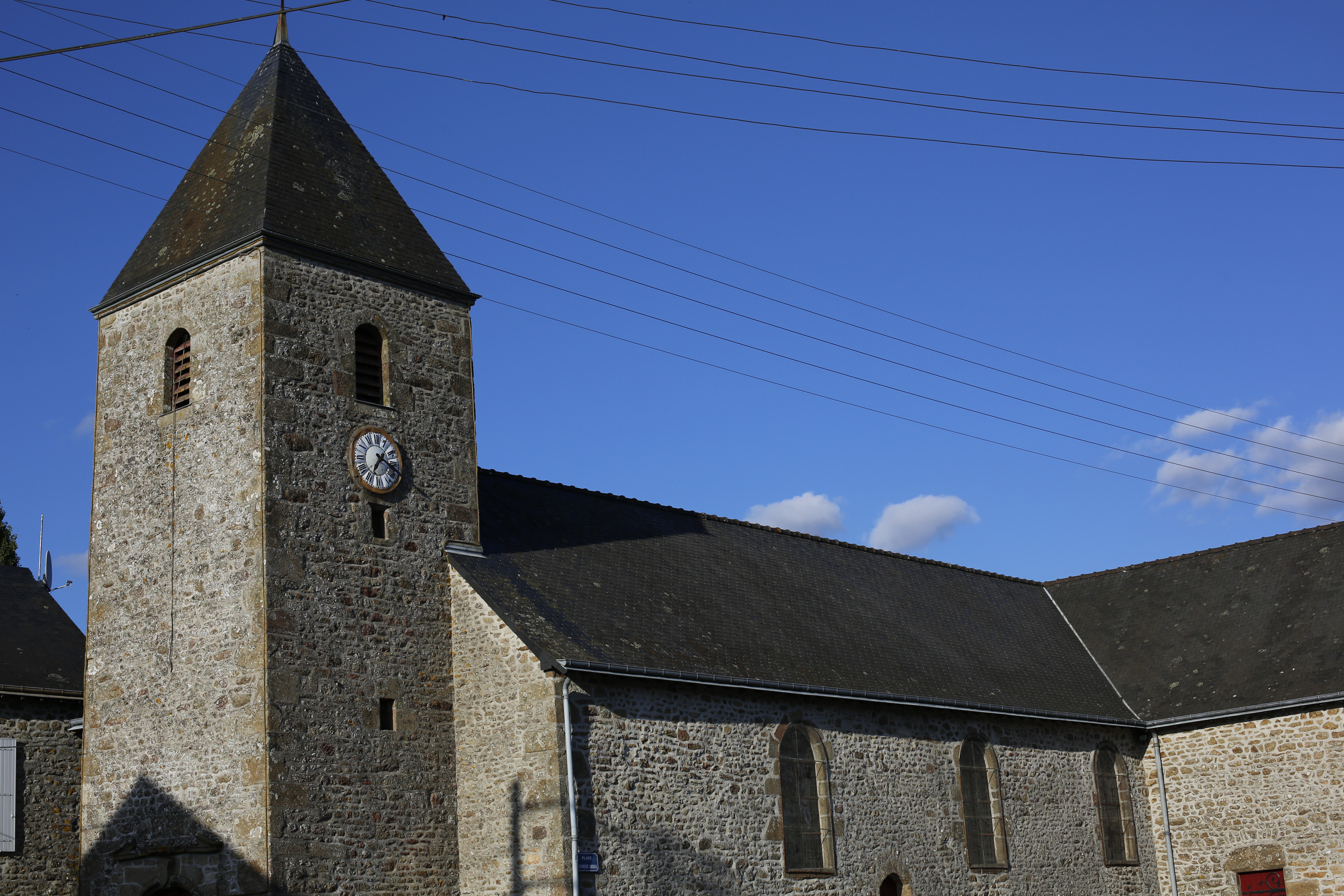
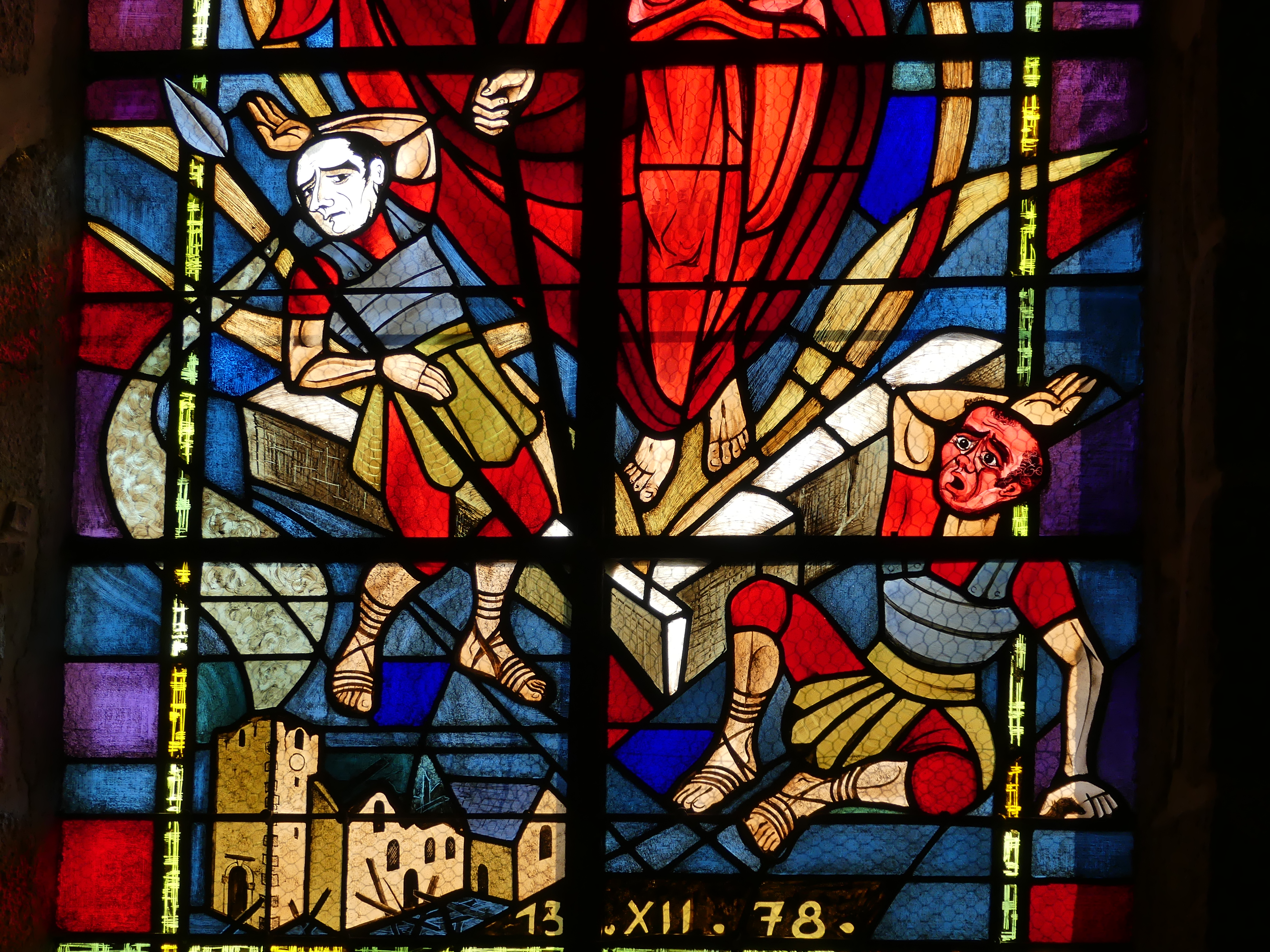

## Wirtschaft und Infrastruktur
In der Gemeinde Izé sind 46 Landwirtschaftsbetriebe ansässig (Getreideanbau, Rinderzucht, Milchviehhaltung).
Izé liegt an der Fernstraße D 35 von Mayenne nach Le Mans. In der 25 Kilometer westlich gelegenen Stadt Mayenne besteht ein Anschluss an die autobahnartig ausgebaute RN 12 von Paris nach Rennes. Im zehn Kilometer entfernten Évron befindet sich der nächste Bahnhof.

## Belege
1. ↑  Izé auf annuaire-mairie
2. ↑  Izé auf INSEE
3. ↑  Kirche in Izé auf laval53000.fr (Memento des Originals vom 1. Dezember 2017 im Internet Archive)  Info: Der Archivlink wurde automatisch eingesetzt und noch nicht geprüft. Bitte prüfe Original- und Archivlink gemäß Anleitung und entferne dann diesen Hinweis. (französisch)
4. ↑  Kirche auf apeo-asso.fr (PDF-Datei, französisch)
5. ↑  Landwirtschaftsbetriebe auf annuaire-mairie.fr (französisch)